# Manuel Amaya Zulueta
Manuel Amaya Zulueta, Cádiz, 1947 es un poeta y novelista gaditano, galardonado entre otros reconocimientos, con el I premio Quiñones de literatura por su novela El León de Oro.

## Biografía
Manuel Amaya Zulueta estudió Letras en Sevilla y ejerció de lector de lengua española en Francia. Su vida ha estado dedicada a la enseñanza de la literatura y al estudio de la poesía española, especialmente la del siglo XX.